# هایم بار
هایم بار (به انگلیسی: Haim Bar) مدافع اهل اسرائیل است که از سال ۱۹۷۴ تا ۱۹۸۳ میلادی عضو تیم ملی فوتبال اسرائیل بوده و در ۵۱ بازی ملی حضور داشته است. هایم بار توانسته در بازی‌های ملی، ۱ گل به ثمر برساند.